# François-Séverin Marceau
François Séverin Marceau-Desgraviers (Chartres, França, 1 de março de 1769 — Altenkirchen, Alemanha, 21 de setembro de 1796) foi um militar da França, general durante as guerras revolucionárias francesas.

## Biografia
Aos 16 anos alistou-se na infantaria (1785), no regimento de Angoulême. Com a eclosão da Revolução Francesa, ele se alistou na guarda nacional de sua cidade e foi promovido a capitão em outubro.
Em 1791, alistou-se num batalhão de voluntários de Eure-et-Loir onde foi promovido a tenente-coronel em Março de 1792. Após o início das Guerras Revolucionárias Francesas, o seu batalhão juntou-se ao exército das Ardenas, por mostrar o seu patriotismo dissuadindo muitos de seus colegas de se retirarem junto com Lafayette e muitos soldados também se juntam a ele.
Em 1793 passou para o exército do Norte e depois para o do Oeste, onde, sob o comando do general François-Joseph Westermann, participou das Guerras da Vendéia; na Batalha de Saumur, ele salva a vida do ministro Pierre Bourbotte, que, cercado de inimigos, está prestes a ser morto quando Marceau prontamente chega e consegue salvá-lo. Bourbotte, por esta ação, em 13 de junho de 1793 o promoveu ao posto de general de brigada.
Em 13 de dezembro de 1793, ele venceu a batalha de Le Mans, na qual morreram 10 000 republicanos e 20 000 vendeanos, mas, acusado de ter salvado uma jovem vendeana, Angélique des Mesliers, foi dispensado de suas funções. Porém, defendido e justificado por Bourbotte, retomou o comando logo em seguida.
Em 1794 foi transferido para as Ardenas e como general de divisão participou na batalha de Fleurus, na qual lutou a pé à frente dos seus homens até à vitória, obtida no dia seguinte, pois os seus dois cavalos foram mortos enquanto ele estava lutando.
Em 29 de outubro de 1795 participou do Bloqueio de Mainz, onde conseguiu repelir o ataque do arquiduque Carlos da Áustria, que derrotou Jean-Baptiste Jourdan.

Em 19 de setembro de 1796 ele bloqueou uma coluna inimiga liderada pelo general Hotze em Altenkirchen, mas durante a batalha foi morto por um caçador tirolês na floresta de Hoechstenbach, com apenas 27 anos.